# Nesipelma insulare
Nesipelma insulare é uma espécie de aranha pertencente à família Theraphosidae (tarântulas).